# Ferrovia Limerick-Rosslare
La ferrovia Limerick–Rosslare è una linea ferroviaria irlandese che collega Limerick al porto di Rosslare. Dal 2010, il tratto tra Waterford e Rosslare non risulta impiegato da alcun tipo di trasporto, merci o passeggeri.
La linea è esercita dalla Iarnród Éireann (IE), sebbene il tracciato Waterford–Rosslare sia di proprietà della Fishguard & Rosslare Railways & Harbours Company

## Storia
Il tronco Limerick–Waterford fu costruito a partire dal 1848 dalla compagnia Waterford and Limerick Railway (WLR) e fu completato nel 1854.
La linea ferroviaria passò alla Great Southern and Western Railway (GS&WR), quando la WLR fu incorporata nella prima.
Il 18 settembre 2010 il servizio viaggiatori tra Waterford e Rosslare è stato soppresso e sostituito dalle autocorse della linea 370 Connect, esercite dalla Bus Éireann .

## Caratteristiche
La linea è una ferrovia a binario semplice non elettrificato. Lo scartamento adottato è di 1600 mm seguendo lo standard delle ferrovie irlandesi

## Percorso
| Head station |

| Non-passenger head station | Straight track |  |

| Unknown route-map component "dCONTgq" | Unknown route-map component "ABZql" | Unknown route-map component "ABZgxr+r" | Unknown route-map component "d" |  |

| Unknown route-map component "ABZgl" |

| Unknown route-map component "eBHF" |

| Unknown route-map component "ABZgl" |

| Unknown route-map component "eBHF" |

| Unknown route-map component "eHST" |

| Unknown route-map component "eBHF" |

| Unknown route-map component "dENDEaq" | Unknown route-map component "BHF-Rq" | Unknown route-map component "ABZgr" | Unknown route-map component "d" |  |

| Unknown route-map component "dCONTgq" | Unknown route-map component "BHF-Lq" | Unknown route-map component "KRZl" | Transverse track | Unknown route-map component "dCONTfq" |

| Station on track |

| Unknown route-map component "eBHF" |

| Stop on track |

| Station on track |

| Unknown route-map component "eABZgl" |

| Unknown route-map component "eBHF" |

| Station on track |

| Unknown route-map component "eBHF" |

| Unknown route-map component "eBHF" |

| Unknown route-map component "ABZg+l" |

| Unknown route-map component "eABZg+r" |

| Station on track |

| Unknown route-map component "eABZgl" |

| Unknown route-map component "eBHF" |

| Unknown route-map component "eBHF" |

| Unknown route-map component "eBHF" |

| Unknown route-map component "eBHF" |

| Unknown route-map component "eBHF" |

| Unknown route-map component "eBHF" |

| Unknown route-map component "ABZg+l" |

| Station on track |

|  | End station | Pier |

## Traffico
La linea è coperta dal servizio diretto Limerick Colbert–Limerick Junction e da tre coppie di corse locali Limerick Junction–Waterford Plunkett. I servizi passeggeri non vengono svolti la domenica.
Dal 2004, per la maggioranza dei servizi viaggiatori sono impiegati i binati diesel classe 2700 della IE, mentre in precedenza erano utilizzati le locomotive CIE classe 141 e classe 181 che trainavano carrozze tipo Cravens.
Il trasporto di merci sulla Waterford–Rossland è cessato nel 2006.